# ديرك فيشر
ديرك فيشر (بالألمانية: Dirk Fischer)‏ هو محامي وسياسي ألماني، ولد في 29 نوفمبر 1943 في ألمانيا. حزبياً، نشط في الاتحاد الديمقراطي المسيحي (1967 – ).

## مناصب
- انتخب عضو في البوندستاغ الألماني (4 نوفمبر 1980 – 29 مارس 1983).
- انتخب عضو في البوندستاغ الألماني (29 مارس 1983 – 18 فبراير 1987).
- انتخب عضو في البوندستاغ الألماني (18 فبراير 1987 – 20 ديسمبر 1990).
- انتخب عضو في البوندستاغ الألماني (20 ديسمبر 1990 – 10 نوفمبر 1994).
- انتخب عضو في البوندستاغ الألماني (10 نوفمبر 1994 – 26 أكتوبر 1998).
- انتخب عضو في البوندستاغ الألماني (26 أكتوبر 1998 – 17 أكتوبر 2002).
- انتخب عضو في البوندستاغ الألماني (17 أكتوبر 2002 – 18 أكتوبر 2005).
- انتخب عضو في البوندستاغ الألماني (18 أكتوبر 2005 – 27 أكتوبر 2009).
- انتخب عضو في البوندستاغ الألماني (27 أكتوبر 2009 – 22 أكتوبر 2013).
- انتخب عضو البرلمان هامبورغ.
- انتخب عضو في البوندستاغ الألماني عن دائرة Hamburg-Nord (electoral district) [الإنجليزية]‏ خلال فترته النيابية  [لغات أخرى]‏ (4 نوفمبر 1980 – 29 مارس 1983).

## وصلات خارجية
- ديرك فيشر على موقع مونزينجر (الألمانية)

- الموقع الرسمي